# Danh sách chi của Noctuidae:H
Noctuidae là một họ bướm đêm lớn gồm rất nhiều chi:
A B C D E F G H I J K L M N O P Q R S T U V W X Y Z
| - Habershonia - Habrophyes - Habrostolodes - Habryntis - Hada - Hadena - Hadenella - Hadennia - Haderonia - Haderonidis - Hadjina - Hadula - Hadulipolia - Haemabasis - Haemachola - Haemaphlebia - Haematosticta - Haemerosia - Hakkaria - Halastus - Haliophyle - Halochroa - Hamodes - Hampsonidia - Hampsonodes - Hapalotis - Hapda - Haplocestra - Haploolophus - Haplopseustis - Haplostola - Harita - Haritalopha - Harpaglaea - Harpagophana - Harrisimemna - Harutaeographa - Harveya - Hebdomochondra - Hecatera - Hecatesia - Hedymiges - Helia - Helicoverpa - Heliocheilus - Heliocontia - Heliodes - Heliodora - Heliolonche - Helionycta - Heliophana - Heliophisma - Heliophobus - Helioscota - Heliosea - Heliothis - Heliothodes - Helivictoria - Helotropha - Hemeroblemma - Hemeroplanis - Hemibryomima - Hemicephalis | - Hemiceratoides - Hemichloridia - Hemictenophora - Hemieuxoa - Hemiexarnis - Hemigeometra - Hemiglaea - Hemigraphiphora - Hemigrotella - Heminocloa - Hemioslaria - Hemipachnobia - Hemipachycera - Hemipsectra - Hemispragueia - Hemistilbia - Hemituerta - Heoeugorna - Hepatica - Hepsidera - Heptagrotis - Heptapotamia - Heraclia - Heraema - Herchunda - Herminia - Herminiocala - Herminodes - Hermonassa - Hermonassoides - Herpeperas - Herpoperasa - Hespagarista - Hesperimorpha - Hesperochroa - Heteranassa - Heterandra - Heterochroma - Heterocryphia - Heterodelta - Heteroeuxoa - Heterogramma - Heterographa - Heteromala - Heterommiola - Heteropalpia - Heterophysa - Heteropygas - Heterormista - Heterorta - Heteroscotia - Heterospila - Hexamitoptera - Hexaureia - Hexorthodes - Hiaspis - Hiccoda - Hileia - Hillia - Himachalia - Himalistra - Himella - Himerois | - Hingula - Hipoepa - Hirsutipes - Hirsutopalpis - Hoeneidia - Hollandia - Holocryptis - Holoxanthina - Homaea - Homoanartha - Homocerynea - Homodes - Homodina - Homoglaea - Homohadena - Homolagoa - Homonacna - Homococnemis - Homophoberia - Homopyralis - Homorthodes - Hondryches - Honeyania - Hopetounia - Hoplarista - Hoplodrina - Hoplolythra - Hoplolythrodes - Hoplotarache - Hoplotarsia - Hopothia - Hormisa - Hormoschista - Hortonius - Huebnerius - Hulodes - Hulypegis - Humichola - Hurworthia - Hyada - Hyalobole - Hyamia - Hyboma - Hydraecia - Hydrillodes - Hydrillula - Hydroeciodes - Hyelopsis - Hygrostola - Hygrostolides - Hylonycta - Hymenocryphia - Hymenodrina - Hypaenistis - Hypangitia - Hypanua - Hypena - Hypenagonia - Hypenagoniodes - Hypenarana - Hypendalia - Hypenodes - Hypenomorpha | - Hypenopsis - Hypenula - Hyperaucha - Hyperbaniana - Hypercalymnia - Hypercodia - Hyperdasys - Hyperepia - Hyperfrontia - Hyperlopha - Hyperlophoides - Hypermilichia - Hypernaenia - Hypersophtha - Hyperstrotia - Hypersypnoides - Hypertrocon - Hypertrocta - Hypeuthina - Hyphilare - Hypnotype - Hypobarathra - Hypobleta - Hypocala - Hypocalamia - Hypocalpe - Hypocoena - Hypoechana - Hypoglaucitis - Hypogramma - Hypogrammodes - Hypomecia - Hyponeuma - Hypoperigea - Hypopleurona - Hypoplexia - Hypoprora - Hypopteridia - Hypopyra - Hyposada - Hyposemansis - Hyposemeia - Hypospila - Hypostilbia - Hypostrotia - Hyposypnoides - Hypotacha - Hypotrisula - Hypotrix - Hypotuerta - Hypotype - Hypoxestia - Hyppa - Hypsa - Hypsiforma - Hypsophila - Hypsoropha - Hyptioxesta - Hyrcanypena - Hyriodes - Hyssia |